# 富演站 (河內都市鐵路)
富演站（越南语：／*/?）位於越南首都河內市北慈廉郡福演坊，是河內都市鐵路3號線的一個車站，2024年8月8日開業。這個車站距離北文鐵路富演火車站約1公里。

## 鄰近地點
- 河內外語工藝短期大學

## 外部連結
- 富演站（河內都市鐵路的官方網站） （页面存档备份，存于）